# Campeonato Mundial de Futsal de 1988 (FIFUSA)
La tercera edición del Campeonato Mundial de la FIFUSA 1988 se realizó entre el 20 de octubre y el 30 de octubre en Australia, en las ciudades de Canberra, Wollongong, Geelong, Moe y Melbourne.
En esta edición participaron 16 selecciones, 7 de América, 6 de Europa, 2 de Oceanía y 1 de Asia.

## Equipos participantes
En cursiva, los equipos debutantes.
En negrita, el equipo anfitrión.
| Confederación                                                    | Selección      | Clasificación      |
| ---------------------------------------------------------------- | -------------- | ------------------ |
| CSFS (Sudamérica) (4 cupos)                                      | Brasil         | (Campeón) 1985     |
| CSFS (Sudamérica) (4 cupos)                                      | Paraguay       | (3.er Puesto) 1985 |
| CSFS (Sudamérica) (4 cupos)                                      | Argentina      | (4.to Puesto) 1985 |
| CSFS (Sudamérica) (4 cupos)                                      | Uruguay        |                    |
| UEFS (Europa) (6 cupos)                                          | España         | (Subcampeón) 1985  |
| UEFS (Europa) (6 cupos)                                          | Checoslovaquia |                    |
| UEFS (Europa) (6 cupos)                                          | Hungría        |                    |
| UEFS (Europa) (6 cupos)                                          | Inglaterra     |                    |
| UEFS (Europa) (6 cupos)                                          | Italia         |                    |
| UEFS (Europa) (6 cupos)                                          | Portugal       |                    |
| CONCACFUTSAL (Norteamérica, Centroamérica y El Caribe) (3 cupos) | Canadá         |                    |
| CONCACFUTSAL (Norteamérica, Centroamérica y El Caribe) (3 cupos) | Costa Rica     |                    |
| CONCACFUTSAL (Norteamérica, Centroamérica y El Caribe) (3 cupos) | Estados Unidos |                    |
| CAFS (Asia) (1 cupo)                                             | Japón          |                    |
| OFC (Oceanía) (2 cupos)                                          | Australia      | (Anfitrión)        |
| OFC (Oceanía) (2 cupos)                                          | Nueva Zelanda  |                    |

## Sistema de juego
Las 16 selecciones participantes disputaron la primera ronda en donde se crearon cuatro grupos de cuatro equipos donde avanzaban dos equipos de cada uno. Luego los 8 clasificados disputaban una segunda ronda de dos grupos de cuatro equipos en donde avanzaron dos equipos de cada grupo. Después los 4 selecciones restantes disputaron unas semifinales y los ganadores pasaban a la gran final.

## Primera fase

### Grupo A
| Grupo A   | Pts | J | G | E | P | GF | GC | Dif |
| --------- | --- | - | - | - | - | -- | -- | --- |
| Uruguay   | 6   | 3 | 3 | 0 | 0 | 34 | 6  | +28 |
| Australia | 4   | 3 | 2 | 0 | 1 | 29 | 6  | +23 |
| Italia    | 2   | 3 | 1 | 0 | 2 | 8  | 32 | -24 |
| Hungría   | 0   | 3 | 0 | 0 | 3 | 8  | 35 | -27 |

| 20 de octubre de 1988 | Australia | 12:0 | Italia |  |  |

| 22 de octubre de 1988 | Australia | 1:6 | Uruguay |  |  |

| 22 de octubre de 1988 | Italia | 6:5 | Hungría |  |  |

| 23 de octubre de 1988 | Australia | 16:0 | Hungría |  |  |

| 23 de octubre de 1988 | Uruguay | 15:2 | Italia |  |  |

| 24 de octubre de 1988 | Uruguay | 13:3 | Hungría |  |  |

### Grupo B
| Grupo B    | Pts | J | G | E | P | GF | GC | Dif |
| ---------- | --- | - | - | - | - | -- | -- | --- |
| Paraguay   | 6   | 3 | 3 | 0 | 0 | 21 | 5  | +16 |
| Portugal   | 4   | 3 | 2 | 0 | 1 | 16 | 5  | +11 |
| Inglaterra | 1   | 3 | 0 | 1 | 2 | 7  | 19 | -12 |
| Canadá     | 1   | 3 | 0 | 1 | 2 | 6  | 21 | -15 |

| 22 de octubre de 1988 | Paraguay | 11:1 | Canadá |  |  |

| 22 de octubre de 1988 | Portugal | 8:1 | Inglaterra |  |  |

| 23 de octubre de 1988 | Paraguay | 8:3 | Inglaterra |  |  |

| 23 de octubre de 1988 | Portugal | 7:2 | Canadá |  |  |

| 24 de octubre de 1988 | Paraguay | 2:1 | Portugal |  |  |

| 24 de octubre de 1988 | Canadá | 3:3 | Inglaterra |  |  |

### Grupo C
| Grupo C       | Pts | J | G | E | P | GF | GC | Dif |
| ------------- | --- | - | - | - | - | -- | -- | --- |
| España        | 5   | 3 | 2 | 1 | 0 | 29 | 8  | +21 |
| Argentina     | 5   | 3 | 2 | 1 | 0 | 20 | 6  | +14 |
| Costa Rica    | 2   | 3 | 1 | 0 | 2 | 14 | 14 | 0   |
| Nueva Zelanda | 0   | 3 | 0 | 0 | 3 | 5  | 40 | -35 |

| 21 de octubre de 1988 | España | 19:2 | Nueva Zelanda |  |  |

| 21 de octubre de 1988 | Argentina | 5:2 | Costa Rica |  |  |

| 22 de octubre de 1988 | España | 7:3 | Costa Rica |  |  |

| 22 de octubre de 1988 | Argentina | 12:1 | Nueva Zelanda |  |  |

| 23 de octubre de 1988 | Argentina | 3:3 | España |  |  |

| 23 de octubre de 1988 | Costa Rica | 9:2 | Nueva Zelanda |  |  |

### Grupo D
| Grupo D        | Pts | J | G | E | P | GF | GC | Dif |
| -------------- | --- | - | - | - | - | -- | -- | --- |
| Brasil         | 6   | 3 | 3 | 0 | 0 | 52 | 2  | +50 |
| Checoslovaquia | 4   | 3 | 2 | 0 | 1 | 13 | 13 | 0   |
| Estados Unidos | 2   | 3 | 1 | 0 | 2 | 4  | 17 | -13 |
| Japón          | 0   | 3 | 0 | 0 | 3 | 1  | 38 | -37 |

| 21 de octubre de 1988 | Brasil | 29:1 | Japón |  |  |

| 21 de octubre de 1988 | Estados Unidos | 2:5 | Checoslovaquia |  |  |

| 22 de octubre de 1988 | Brasil | 12:0 | Estados Unidos |  |  |

| 22 de octubre de 1988 | Japón | 0:7 | Checoslovaquia |  |  |

| 23 de octubre de 1988 | Brasil | 11:1 | Checoslovaquia |  |  |

| 23 de octubre de 1988 | Japón | 0:2 | Estados Unidos |  |  |

## Segunda fase

### Grupo I
| Grupo I        | Pts | J | G | E | P | GF | GC | Dif |
| -------------- | --- | - | - | - | - | -- | -- | --- |
| España         | 5   | 3 | 2 | 1 | 0 | 11 | 4  | +7  |
| Portugal       | 4   | 3 | 1 | 2 | 0 | 8  | 6  | +2  |
| Uruguay        | 2   | 3 | 0 | 2 | 1 | 7  | 10 | -3  |
| Checoslovaquia | 1   | 3 | 0 | 1 | 2 | 5  | 11 | -6  |

| 25 de octubre de 1988 | España | 5:1 | Checoslovaquia |  |  |

| 25 de octubre de 1988 | Uruguay | 3:3 | Portugal |  |  |

| 26 de octubre de 1988 | Uruguay | 2:2 | Checoslovaquia |  |  |

| 26 de octubre de 1988 | España | 1:1 | Portugal |  |  |

| 27 de octubre de 1988 | España | 5:2 | Uruguay |  |  |

| 27 de octubre de 1988 | Portugal | 4:2 | Checoslovaquia |  |  |

### Grupo II
| Grupo II  | Pts | J | G | E | P | GF | GC | Dif |
| --------- | --- | - | - | - | - | -- | -- | --- |
| Brasil    | 6   | 3 | 3 | 0 | 0 | 17 | 3  | +14 |
| Paraguay  | 4   | 3 | 2 | 0 | 1 | 18 | 6  | +12 |
| Australia | 2   | 3 | 1 | 0 | 2 | 8  | 17 | -9  |
| Argentina | 0   | 3 | 0 | 0 | 3 | 8  | 25 | -17 |

| 25 de octubre de 1988 | Australia | 1:9 | Paraguay |  |  |

| 25 de octubre de 1988 | Brasil | 10:2 | Argentina |  |  |

| 26 de octubre de 1988 | Paraguay | 8:3 | Argentina |  |  |

| 26 de octubre de 1988 | Brasil | 5:0 | Australia |  |  |

| 27 de octubre de 1988 | Australia | 7:3 | Argentina |  |  |

| 27 de octubre de 1988 | Brasil | 2:1 | Paraguay |  |  |

## Fase final

### Cuadro general
|  | Semifinales | Semifinales |        |          | Final        | Final        |  |
|  |             |             |        |          |              |              |  |
|  |             |             |        |          |              |              |  |
|  | España      | 2           |        |          |              |              |  |
|  | España      | 2           |        |          |              |              |  |
|  | Paraguay    | 4           |        |          |              |              |  |
|  | Paraguay    | 4           |        | Paraguay | 2            |              |  |
|  |             |             |        | Paraguay | 2            |              |  |
|  |             |             | Brasil | 1        |              |              |  |
|  | Brasil      | 5           | Brasil | 1        |              |              |  |
|  | Brasil      | 5           |        |          |              |              |  |
|  | Portugal    | 1           |        |          | Tercer lugar | Tercer lugar |  |
|  | Portugal    | 1           |        |          | Tercer lugar | Tercer lugar |  |
|  |             |             |        |          |              |              |  |
|  |             |             |        |          | España       | 5            |  |
|  |             |             |        |          | España       | 5            |  |
|  |             |             |        |          | Portugal     | 1            |  |
|  |             |             |        |          | Portugal     | 1            |  |
|  |             |             |        |          |              |              |  |

### Semifinales
| 29 de octubre de 1988 | España | 2:4 | Paraguay |  |  |

| 29 de octubre de 1988 | Brasil | 5:1 | Portugal |  |  |

### Tercer Puesto
| 30 de octubre de 1988 | España | 5:1 | Portugal |  |  |

### Final
| 30 de octubre de 1988 | Paraguay | 2:1 | Brasil |  |  |

|                              |
| Bandera de Paraguay          |
| Campeón Paraguay 1.er Título |

## Tabla general
| Pos. | Equipo         | Pts | J | G | E | P | GF | GC | Dif. | Rend. |
| ---- | -------------- | --- | - | - | - | - | -- | -- | ---- | ----- |
| 1    | Paraguay       | 14  | 8 | 7 | 0 | 1 | 45 | 14 | +31  | 87,5% |
| 2    | Brasil         | 14  | 8 | 7 | 0 | 1 | 75 | 8  | +67  | 87,5% |
| 3    | España         | 12  | 8 | 5 | 2 | 1 | 47 | 17 | +30  | 75%   |
| 4    | Portugal       | 8   | 8 | 3 | 2 | 3 | 26 | 21 | +5   | 50%   |
| 5    | Uruguay        | 8   | 6 | 3 | 2 | 1 | 41 | 16 | +25  | 66,6% |
| 6    | Australia      | 6   | 6 | 3 | 0 | 3 | 37 | 23 | +14  | 50%   |
| 7    | Argentina      | 5   | 6 | 2 | 1 | 3 | 28 | 31 | -3   | 41,6% |
| 8    | Checoslovaquia | 5   | 6 | 2 | 1 | 3 | 18 | 24 | -6   | 41,6% |
| 9    | Costa Rica     | 2   | 3 | 1 | 0 | 2 | 14 | 14 | 0    | 33,3% |
| 10   | Estados Unidos | 2   | 3 | 1 | 0 | 2 | 4  | 17 | -13  | 33,3% |
| 11   | Italia         | 2   | 3 | 1 | 0 | 2 | 8  | 32 | -24  | 33,3% |
| 12   | Inglaterra     | 1   | 3 | 0 | 1 | 2 | 7  | 19 | -12  | 11,1% |
| 13   | Canadá         | 1   | 3 | 0 | 1 | 2 | 6  | 21 | -15  | 11,1% |
| 14   | Hungría        | 0   | 3 | 0 | 0 | 3 | 8  | 35 | -27  | 0%    |
| 15   | Nueva Zelanda  | 0   | 3 | 0 | 0 | 3 | 5  | 40 | -35  | 0%    |
| 16   | Japón          | 0   | 3 | 0 | 0 | 3 | 1  | 38 | -37  | 0%    |

### Goleador
| Jugador                          | Selección | Goles |
| -------------------------------- | --------- | ----- |
| Ramón Carosini y Miguel Martínez | Paraguay  | 9     |

### Mejor jugador
| Jugador        | Selección |
| -------------- | --------- |
| Ramón Carosini | Paraguay  |